# Manuel Belloni
Manuel Eduardo David Belloni, conocido como Manolito Belloni (Argentina, 7 de mayo de 1947 – Rincón de Milberg, 8 de marzo de 1971) fue un militante de las Fuerzas Armadas Peronistas abatido por la policía de la provincia de Buenos Aires.

## Biografía
Era uno de los 4 hijos de Lilí Massaferro y su padre se llamaba Manuel Belloni. Comenzó a estudiar sociología pero abandonó en tercer año para dedicarse a la militancia mientras trabajaba de carpintero. 
Su enfervorizada militancia combinada con su personalidad violenta lo empujaron a la clandestinidad, amparado en el terrorismo de izquierda que pregonaba la FAP (Fuerzas Armadas Peronistas). Previo a su muerte, ya había tenido roces con la justicia. En enero de 1969 fue denunciado por lesiones leves, más tarde volvió a ser denunciado por intimidación pública y daño durante una pelea en la Facultad de Filosofía y Letras.

## Intento de asalto a un blindado y muerte
El 8 de marzo de 1971, con dos automóviles, que trasladaban entre 6 y 7 compañeros, todos miembros de la agrupación terrorista FAP, intentaron asaltar un camión blindado. La presencia sospechosa de los individuos alertó a la policía. A la llegada de un patrullero, uno de los terroristas efectuó una ráfaga de disparos. La respuesta policial fue feroz, abatiendo a tres subversivos, resultando muertos Manuel Belloni, Diego Ruy Frondizi y Rubén Adolfo Greco. El vehículo en el que intentaron huir estaba cargado con armas de asalto y bombas molotov. La fuga les fue imposible porque el vehículo Rambler Ambassador en el que se trasladaban había agotado su combustible. El otro vehículo se salvó ya que había ido a conseguirlo en las inmediaciones del lugar.

## Vida personal
Dejó a su esposa Valentina Nina Onetto (1947-) con una hija, María (1969-), y embarazada de su hija Victoria (1971-), que actualmente es una actriz argentina.
A partir de este momento, Lili Massaferro empezó a militar en las FAR y ―después de una rápida carrera política―, se convirtió a partir de los 44 años en dirigente política ―era conocida como La Pepa―, y terminó siendo la secretaria general de la rama femenina del Movimiento Peronista Montonero.